# Fiabilidad estructural

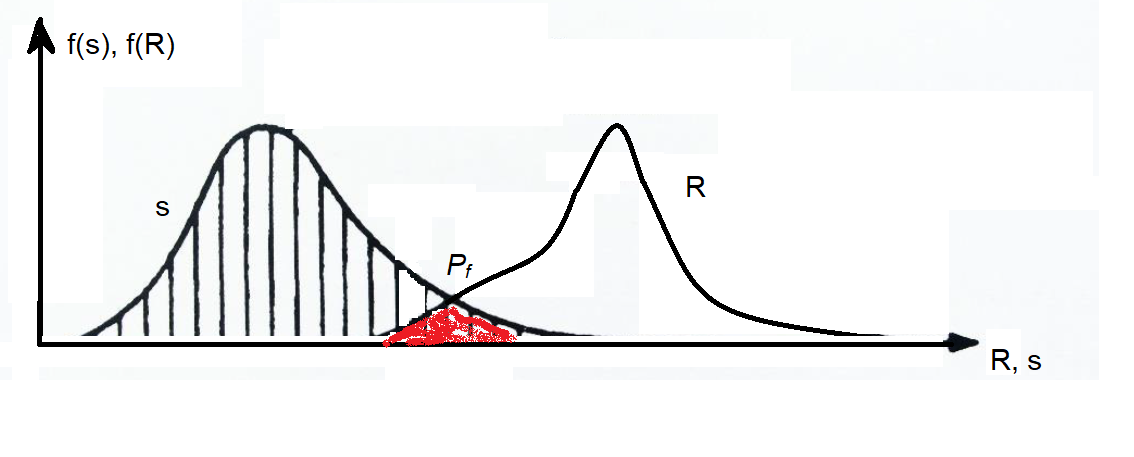
La falla ocurre cuando las cargas (s) son mayores que la resistencia (R)

Fiabilidad estructural o fiabilidad de las estructuras es la aplicación de teorías de ingeniería de fiabilidad a edificios, viviendas, puentes y otro tipo de construcciones. La fiabilidad también se utiliza como medida probabilística de seguridad estructural. La fiabilidad de una estructura se define como la probabilidad de complemento de falla (Fiabilidad = 1 - Probabilidad de falla). La falla ocurre cuando la carga total es mayor que la resistencia total de la estructura. La fiabilidad estructural se ha convertido en una filosofía de diseño conocida en el siglo XXI, y podría reemplazar las formas tradicionales deterministas de diseño y mantenimiento.

## Teoría
Tanto las cargas estructurales como las resistencias se modelan probabilísticamente como variables aleatorias. Con este enfoque se calcula la probabilidad de falla de una estructura. Cuando las cargas y resistencias son explícitas y son estadísticamente independientes, la probabilidad de falla se puede calcular de la siguiente manera.

(1){\displaystyle P_{f}=\int _{0}^{\infty }F_{R}(s)f_{s}(s)\,{\text{d}}s}

donde {\displaystyle P_{f}} es la probabilidad de falla, {\displaystyle F_{R}(s)} es la función de distribución acumulativa de la resistencia y {\displaystyle f_{s}(s)} es la densidad de probabilidad de la carga, la variable {\displaystyle s} es el valor de la carga o solicitación. Una forma alternativa sería escribir la probabilidad de fallo como:[cita requerida]

(2){\displaystyle P_{f}=\int \int \int _{G(X)}f_{X}(X)\,{\text{d}}X}

donde 𝑋 es el vector de las variables básicas, y G(X) que se llama es la función de estado límite podría ser una línea, superficie o volumen que se toma la integral en su superficie.

## Métodos

### Soluciones analíticas
Cuando la carga y la resistencia se expresan explícitamente (como la ecuación (1) anterior), y sus distribuciones son normales, la integral de la ecuación (1) tiene una solución de forma cerrada como sigue.
{\displaystyle p_{f}=1-\Phi (\beta ),} {\displaystyle \beta ={\frac {\mu _{R}-\mu _{S}}{\sqrt {\sigma _{R}^{2}+\sigma _{S}^{2}}}}\qquad \mathrm {(3)} }

### Método de Montecarlo
En la mayoría de los casos, la carga y la resistencia no se distribuyen normalmente. Por tanto, es imposible resolver analíticamente las integrales de las ecuaciones (1) y (2). El uso de la simulación de Montecarlo es un enfoque que podría utilizarse en tales casos.

### Método de los estados límite
En numerosas normativas, como los eurocódigos y otras normativas europeas, el método semiprobabilista más usado está basado en los estados límites. Un estado límite se define como una situación potencialmente amenazante para la seguridad estructural de un elemento estructural resistente o dispositivo mecánico, definida por capacidad máxima del elemento o dispotivo ({\displaystyle M_{u}}). El cálculo consiste en comprobar o dimensionar un elemento resistente de tal manera que el la manera que la solicitación requerida mayorada ({\displaystyle M_{d}}) no supere la capacidad máxima, es decir, se debe verificar que:

(1){\displaystyle M_{d}\leq M_{u}}

La solicitación requerida mayorada ({\displaystyle M_{d}}) se calcula a partir de una distribución de probabilidad asociada a los factores que iniciden negativamente en la aparición de la situación potencialmente amenazante o estado último. La capacidad máxima requerida ({\displaystyle M_{u}}) usualmente también se determina a partir de alguna otra distribución de los materiales resistentes. En el cálculo de ({\displaystyle M_{d}}) se emplean coeficientes de seguridad que mayoren la solicitación, ya que se pretenden que la ecuación (1) se cumpla con una altísima probabilidad. Típicamente el método de los estados límites parte de los valores característicos, que son los valores desfavorables de referencia tales que el 95% de la ocasiones observamos un valor no tan desfavorable:

(2){\displaystyle \mathbb {P} (M\leq M_{k})=0,95}

A partir de ese valor se multiplica o divide el valor característico por un coeficiente para obtener el valor mayorado ({\displaystyle M_{d}}). Por ejemplo, para una carga desfavorable:

(3){\displaystyle M_{d}=\gamma _{s}M_{k}>M_{k}}

donde el coeficiente de seguridad {\displaystyle \gamma _{s}>1} depende del tipo y la naturaleza de la carga en cuestión (permanente, variable, ocasional, accidental, etc).